# Wouter Renaud
Wouter Renaud (Voorburg (Zuid-Holland), 24 mei 1870 – Den Haag, 29 december 1940) was een Nederlands tenor.
Hij was zoon van Johannes Renaud en Sanderina Johanna Renaud. Hijzelf was getrouwd met Antje Broekhuysen en Frederike Emilie Streitwolf.
Hij kreeg zijn opleiding van zijn oudere broer Johannes Eliza Renaud te Delft (piano), Samuel de Lange jr. te Den Haag (compositieleer), Richard Hol te Utrecht (idem) en Arnold Spoel te Den Haag (zang). Korte aanvullende zangstudies vonden plaats bij Aaltje Noordewier-Reddingius en Gerard Zalsman.
Dit vertaalde zich naar zijn loopbaan; hij begon als pianist en pianoleraar maar vormde zich om tot tenor en zangleraar. Vanaf 1898 tot 1935 was hij docent aan het Haags Conservatorium. Hij was regelmatig jurylid bij zangwedstrijden. Hij was tevens dirigent van de Haagsche Operette-Vereeniging. Hij bleef echter voornamelijk bekend als zangleraar, zoals blijkt uit het artikel "Begrafenis Wouter Renaud" in Het Vaderland van 31 december 1940.
Hij werd begraven op Nieuw Eykenduynen. 